# The Backwoods
Pour plus de détails, voir Fiche technique et Distribution.
The Backwoods (en espagnol : Bosque de sombras) est un film hispano-britannique réalisé par Koldo Serra sorti en 2006, avec Gary Oldman, Paddy Considine, Virginie Ledoyen et Aitana Sánchez-Gijón.
Le film est sorti directement en DVD en France chez One plus One le 10 février 2010.

## Synopsis
Dans les années 1970, deux couples décident de passer leurs vacances dans le Pays basque espagnol. Froidement accueillis dans un village méfiant, ils vont faire une bien étrange découverte...

## Fiche technique
- Titre original : The Backwoods
- Titre espagnol : Bosque de sombras
- Réalisation : Koldo Serra
- Scénario : Jon Sagalá et Koldo Serra
- Production : Guillaume Benski, Julio Fernández, Aitor Lizarralde, Pablo Mehler, Iker Monfort, Jolyon Symonds et Gavin Emerson
  - Producteur exécutif : Ander Sistiaga, Douglas Urbanski et Antonia Nava
  - Producteur associé : Guadalupe Balaguer Trelles
- Musique originale : Fernando Velázquez
- Photographie : Unax Mendía
- Montage : Javier Ruiz Caldera
- Décors : Josh Fifarek
- Costumes : Josune Lasa
- Genre : drame, thriller
- Durée : 97 minutes
- Pays de production:  Royaume-Uni,  Espagne
- Langue : anglais, espagnol
- Dates de sortie : 
  - France : 18 mai 2006 (Première au Festival de Cannes)
  - Espagne : 24 septembre 2006 (Festival international du film de Saint-Sébastien)
  - Espagne : 16 février 2007
  - Royaume-Uni : 28 avril 2007 (Dead by Dawn, Scotland's International Horror Film Festival)

## Distribution
- Gary Oldman (VF : Gabriel Le Doze) : Paul
- Paddy Considine : Norman
- Aitana Sánchez-Gijón : Isabel
- Virginie Ledoyen : Lucy
- Lluís Homar : Paco
- Yaiza Esteve : Nerea
- Andrés Gertrúdix : Antonio
- Jon Ariño : Lechón
- Kandido Uranga : Miguel
- Álex Angulo : Jose Andrés
- Savitri Ceballos : Jose Andrés' daughter
- Patxi Bisquert : José Luis
- José Andrés Zalguegui : Bar Tender
- Ramón Churruca : Ignacio
- Isabel Jiménez : Serveuse